# Torsby (Gemeinde)
Koordinaten: 60° 8′ N, 13° 0′ O

Torsby ist eine Gemeinde (schwedisch kommun) in der schwedischen Provinz Värmlands län und der historischen Provinz Värmland. Der Hauptort der Gemeinde ist Torsby.

## Geographie
Torsby ist die nördlichste Gemeinde der schwedischen Provinz Värmland. Die Gemeinde erstreckt sich vom Nordufer der Fryken-Seen (die mit dem Vänern in Verbindung stehen) bis hinauf ins Gebirge. Innerhalb des Gemeindegebietes durchfährt man schnell mehrere Klimazonen.
Die Geographie der Gemeinde ist durch eine Mittelgebirgslandschaft geprägt, deren höchste Erhebungen rund 700 m erreichen. Das Gemeindegebiet wird vom Fluss Klarälven durchflossen.

## Wirtschaft
Neben der Forstwirtschaft spielt der Tourismus eine wichtige Rolle für die Gemeinde. Alpine Wintersportanlagen befinden sich in Branäs und Hovfjället. Im Juni 2006 wurde in Torsby ein Skitunnel eröffnet. Die Anlage hat eine Länge von 1,3 km und ist auch für Biathlon vorgesehen.

## Größere Orte
- Torsby
- Vitsand
- Östmark
- Sysslebäck

## Besonderheiten
Die Gemeinde hat als Partnerstadt die Osterinsel. Torsby ist das Zentrum der schwedisch-norwegischen Finnskogenregion, die im 16. Jahrhundert durch finnische Einwanderer, die so genannten Waldfinnen, besiedelt wurde.

## Partnerstädte
- Bømlo, Norwegen
- Skjern, Dänemark
- Pernå, Finnland
- Rautalampi, Finnland
- Großkrotzenburg, Deutschland
- Osterinsel, Chile
- Bergsjön, Stadtteil von Göteborg, Schweden